# Don McKenney
Donald Hamilton „Don“ McKenney (* 30. April 1934 in Smiths Falls, Ontario; † 19. Dezember 2022 in Ontario) war ein kanadischer Eishockeyspieler, -trainer und -scout, der im Verlauf seiner aktiven Karriere zwischen 1951 und 1970 unter anderem 856 Spiele für die Boston Bruins, New York Rangers, Toronto Maple Leafs, Detroit Red Wings und St. Louis Blues in der National Hockey League (NHL) auf der Position des Centers bestritten hat. Den Großteil davon verbrachte McKenney bei den Boston Bruins, deren zehnter Mannschaftskapitän er zwischen 1961 und 1963 war. Mit den Toronto Maple Leafs gewann er im Jahr 1964 den Stanley Cup. Darüber hinaus erhielt der siebenmalige All-Star im Jahr 1960 die Lady Byng Memorial Trophy.

## Karriere
McKenney spielte während seiner Juniorenzeit zwischen 1951 und 1953 zusammen mit Doug Mohns und Don Cherry bei den Barrie Flyers in der Ontario Hockey Association (OHA). Mit der Mannschaft gewann er im Jahr 1953 sowohl den J. Ross Robertson Cup als auch den Memorial Cup.
Seine ersten Erfahrungen im Seniorenbereich sammelte der Stürmer in der Saison 1953/54 bei den Hershey Bears in der American Hockey League (AHL), für die er eine Spielzeit auflief. Ab der Saison 1954/55 spielte er für die Boston Bruins in der National Hockey League (NHL). Dank seines eleganten Laufstils und dem geschickten Umgang mit dem Stock sicherte er sich einen Stammplatz. In der zweiten Hälfte der 1950er-Jahre zählte er zu den besten Scorern der Bruins und schaffte es viermal in Folge unter die besten zehn Scorer der NHL. Da er gleichzeitig kaum Strafzeiten erhielt, wurde er 1960 mit der Lady Byng Memorial Trophy ausgezeichnet.
Im Laufe der Saison 1962/63 wurde der Kanadier gemeinsam mit Dick Meissner im Tausch für Dean Prentice an die New York Rangers abgegeben. Seine Zeit bei den Rangers war nur kurz, denn im Laufe der folgenden Saison holten ihn die Toronto Maple Leafs zusammen mit Andy Bathgate im Tausch für Dick Duff, Bob Nevin, Bill Collins, Rod Seiling und Arnie Brown in ihr Team. Mit den Maple Leafs gewann er am Ende der Stanley-Cup-Playoffs 1964 die gleichnamige Trophäe. Im darauffolgenden Jahr schickten ihn die Leafs auch für einige Spiele in die AHL zu den Rochester Americans. Nach Ende der Saison trennten sich die Leafs von ihm, als sie ihn über den Waiver an die Detroit Red Wings verloren.
Nur 24 Spiele bestritt er in zwei Jahren für Detroit, meist war er bei den Pittsburgh Hornets in der AHL im Einsatz. Beim NHL Expansion Draft 1967 wählten ihn schließlich die St. Louis Blues aus. Auch dort kam er zeitweise im Farmteam, den Kansas City Blues, in der Central Professional Hockey League (CPHL) zu Einsätzen. In den Playoffs stand er in den ersten Spielen im Kader und konnte in der Serie gegen die Philadelphia Flyers noch ein Tor und eine Vorlage beisteuern. Das Team erreichte die Finalserie, unterlag dort jedoch erwartungsgemäß den Canadiens de Montréal. Die folgenden zwei Jahre verbrachte McKenney bei den Providence Reds in der AHL, bevor er seine Karriere im Alter von 36 Jahren beendete.
Ab dem Jahr 1970 stand er als Assistenztrainer für die Northeastern University in Boston hinter der Bande. Er blieb dem Team für viele Jahre treu und war von 1989 bis 1991 deren Cheftrainer. Anschließend war er als Scout bei der Colorado Avalanche angestellt. McKenney verstarb im Dezember 2022 im Alter von 88 Jahren.

## Erfolge und Auszeichnungen
| - 1953 J.-Ross-Robertson-Cup-Gewinn mit den Barrie Flyers - 1953 George-Richardson-Memorial-Trophy-Gewinn mit den Barrie Flyers - 1953 Memorial-Cup-Gewinn mit den Barrie Flyers - 1957 Teilnahme am NHL All-Star Game - 1958 Teilnahme am NHL All-Star Game - 1959 Teilnahme am NHL All-Star Game | - 1960 Lady Byng Memorial Trophy - 1960 Teilnahme am NHL All-Star Game - 1961 Teilnahme am NHL All-Star Game - 1962 Teilnahme am NHL All-Star Game - 1964 Stanley-Cup-Gewinn mit den Toronto Maple Leafs - 1964 Teilnahme am NHL All-Star Game |

## Karrierestatistik
(Legende zur Spielerstatistik: Sp oder GP = absolvierte Spiele; T oder G = erzielte Tore; V oder A = erzielte Assists; Pkt oder Pts = erzielte Scorerpunkte; SM oder PIM = erhaltene Strafminuten; +/− = Plus/Minus-Bilanz; PP = erzielte Überzahltore; SH = erzielte Unterzahltore; GW = erzielte Siegtore; 1 Play-downs/Relegation; Kursiv: Statistik nicht vollständig)